# Stephania corymbosa
Stephania corymbosa är en tvåhjärtbladig växtart som först beskrevs av Carl Ludwig von Blume, och fick sitt nu gällande namn av Wilhelm Gerhard Walpers. Stephania corymbosa ingår i släktet Stephania och familjen Menispermaceae. Inga underarter finns listade i Catalogue of Life.